# Моя дочь (фильм, 1956)
«Моя дочь» — советский фильм 1956 года режиссёра Виктора Жилина.

## Сюжет
Мирский когда-то уехал из города, оставив жену Наталью с маленькой дочкой Светланой. Наталья повторно вышла замуж за Тимофея Кочана, ставшего девочке хорошим приёмным отцом. Проходят годы, Мирский возвращается в город в надежде наладить отношения с дочерью, устраивается в балетную школу, где учится Светлана, добивается её уважения и любви, а на последующем суде о признании его права отцовства находит нужные слова. Однако, вскоре родной отец убеждается в том, что ему нечего дать дочери, — и позволяет ей вернуться в семью Кочана.

## В ролях
- Иван Дмитриев — Тимофей Кочан
- Виктория Радунская — Светлана
- Всеволод Аксёнов — Мирский
- Гертруда Двойникова — Наталья Кочан
- Олег Жаков — Рогов, друг и коллега Кочана
- Анатолий Игнатьев — Павлик Замыченко
- Зинаида Сорочинская — Даша
- Ада Войцик — Лидия Аркадьевна
- Пётр Репнин — директор театра
- Юрий Кротенко — Костя
- Галина Покрышкина — Ксана
- Надя Чаюн — Милка